# Pavel Hönig
Pavel Hönig (* 9. ledna 1948) je bývalý český politik, na přelomu 20. a 21. století poslanec Poslanecké sněmovny za ČSSD.

## Biografie
V roce 1996 se profesně uvádí jako podnikatel. Koncem 90. let působil jako předseda krajské organizace ČSSD na střední Moravě.
Ve volbách v roce 1998 byl zvolen do poslanecké sněmovny za ČSSD (volební obvod Severomoravský kraj). Mandát obhájil ve volbách v roce 2002. Byl členem sněmovního výboru pro obranu a bezpečnost. V parlamentu setrval do voleb v roce 2006.
V komunálních volbách roku 1994, komunálních volbách roku 1998 a komunálních volbách roku 2006 neúspěšně kandidoval do zastupitelstva města Kojetín za ČSSD. K roku 2006 se uvádí profesně jako OSVČ.